# Stefan Geisler
Stefan Geisler (6 maart 1995) is een Oostenrijks voormalig skeletonracer.

## Carrière
Geisler trad maar een seizoen aan in de wereldbeker en werd 32e. Hij was als junior actief op de olympische jeugdspelen in 2012 en veroverde er de zilveren medaille.

## Resultaten

### Wereldbeker
Eindklasseringen
| Seizoen   | Rang |
| --------- | ---- |
| 2016/2017 | 32e  |